# Raphael Onwrebe
Raphael Onwrebe (* 20. Mai 1993), mit vollständigen Namen Raphael Odovin Onwrebe, ist ein nigerianischer Fußballspieler.

## Karriere
Raphael Onwrebe stand von mindestens 2017 bis Mitte August 2018 in Bangladesch beim Sheikh Jamal Dhanmondi Club unter Vertrag. Der Verein aus Dhanmondi, einem gehobenen Wohnviertel in Dhaka, spielte in der ersten Liga, der Bangladesh Premier League. Wo er vorher gespielt hat, ist unbekannt. 2018 wurden er und der aus Gambia stammende Solomon King Kanform mit 15 Toren Torschützenkönig der Liga. Am 16. August 2016 wechselte er zum Ligakonkurrenten Sheikh Russel KC. Hier wurde er mit 22 Toren Torschützenkönig der Liga. Nach 26 Ligaspielen wechselte er Ende Oktober 2020 nach Indien. Hier schloss er sich bis Februar 2021 dem Mohammedan Sporting Club aus Kalkutta an. Seit dem 1. März 2021 ist er vertrags- und vereinslos.

## Auszeichnungen
Bangladesh Premier League
- Torschützenkönig: 2018, 2019